# Nervos de Aço
Nervos de Aço é o sexto álbum de estúdio do sambista carioca Paulinho da Viola, lançado em 1973.

## Faixas
Lado A
1. Sentimentos 	(Mijinha)
2. Comprimido 	(Paulinho da Viola)
3. Não leve a mal 	(Paulinho da Viola)
4. Nervos de aço 	(Lupicínio Rodrigues)
5. Roendo as unhas 	(Paulinho da Viola)

Lado B
1. Não quero mais amar a ninguém 	(Zé da Zilda, Carlos Cachaça, Cartola)
2. Nega Luzia 	(Jorge de Castro, Wilson Batista)
3. Cidade submersa (Paulinho da Viola)
4. Sonho de um carnaval 	(Chico Buarque)
5. Choro negro 	(Fernando Costa, Paulinho da Viola)

## Ficha técnica
- Diretor de produção: Milton Miranda
- Diretor musical: Maestro Gaya
- Orquestradores: Gaya, Nelsinho, Cristóvão Bastos, Paulinho da Viola, Copinha
- Diretor técnico: Z. J. Merky
- Técnico de gravação: Toninho e Dacy
- Técnico de laboratório: Reny R. Lippi
- Técnico de remixagem: Nivaldo Duarte
- Capa: Elifas Andreato